# پسر هانیبال
پسر هانیبال (آلمانی: Der Sohn des Hannibal) یک فیلم در ژانر صامت به کارگردانی ویگو لارسن است که در سال ۱۹۱۸ منتشر شد. از بازیگران آن می‌توان به کته هاک و ویگو لارسن اشاره کرد.